# إسمنت أم الكليل
إسمنت أم الكليل هي شركة تونسية لصناعة الإسمنت والجبس والجير، تأسست عام 1973 قرب مدينة تاجروين بولاية الكاف.
تعد أحد أهم الشركات في منطقة الشمال الغربي التونسي وقد شهدت تدعيما هاما في عدد موضفيها بعد الثورة التونسية.